# John Perceval (2e comte d'Egmont)
Pour les articles homonymes, voir John Perceval et Perceval (homonymie).
 (février 2011).
Si vous disposez d'ouvrages ou d'articles de référence ou si vous connaissez des sites web de qualité traitant du thème abordé ici, merci de compléter l'article en donnant les références utiles à sa vérifiabilité et en les liant à la section « Notes et références ».
John Perceval (25 février 1711 – 4 décembre 1770), 2e comte d'Egmont, 1er baron Lovel and Holland, est un homme politique whig, pamphlétaire politique, et généalogiste britannique. Il est connu pour avoir occupé le poste de Premier Lord de l'Amirauté.
Il est le fils de John Perceval, 1er comte d'Egmont, et de Catherine Parker, fille de Sir Philip Parker, 2e baronnet d'Arwarton. Il est baptisé au Palais de Westminster à Londres.

## Carrière
Perceval prend place à la Chambre des communes irlandaise pour Dingle entre 1731 et 1749. En avril 1748, il est fait gentilhomme de la chambre (Gentleman of the Bedchamber ) de Frédéric, prince de Galles.
En 1762, il est nommé ministre des Postes (Postmaster General of the United Kingdom (en)). Il sert en tant que Premier Lord de l'Amirauté de 1763 à 1766 et siège à la Chambre des communes du Royaume-Uni pour plusieurs circonscriptions. De 1766 à 1770, il est Vice-Admiral of Somerset (en).

## Enmore Castle
De 1751 à 1757, il dessine et fait bâtir le château d'Enmore (Enmore Castle (en)) à Enmore (Somerset), qui n'intéresse ni les contemporains ni les historiens, hormis une moquerie méprisante de Horace Walpole, fils du Premier ministre Robert Walpole, et proche de l'esthétisme .

## Famille
Il est marié deux fois, en premières noces avec Lady Catherine Cecil (morte en 1752), et en secondes noces avec Catherine Compton. Le couple est peint par Joshua Reynolds . Il a huit fils et huit filles. Un de ses plus jeunes fils du second mariage est Spencer Perceval, plus tard Premier ministre britannique.
Lord Perceval meurt le 4 décembre 1770 à Pall Mall (Londres), à l'âge de 59 ans.

## Mount Egmont
Le Mont Egmont en Nouvelle-Zélande est nommé d'après lui par James Cook en reconnaissance de ses encouragements pour le premier voyage de Cook. Depuis les années 1980, la montagne a deux noms officiels, Mont Taranaki ou Mont Egmont, pour accorder une égale reconnaissance aux deux noms maori et anglais.
Dominé par le Mont Egmont, le parc national d'Egmont est un parc national de Nouvelle-Zélande situé au sud de New Plymouth, près de la côte ouest de l'île du Nord .

## Sources
1. ↑  « The bedchamber: Gentlemen of the Bedchamber | British History Online », sur www.british-history.ac.uk (consulté le 6 décembre 2024)
2. ↑  (en) Tim Mowl, « ‘Against the time in which the fabric and use of gunpowder shall be forgotten’:: Enmore Castle, its origins and its architect », Architectural History, vol. 33,‎ janvier 1990, p. 102–119 (ISSN 0066-622X et 2059-5670, DOI 10.2307/1568551, lire en ligne, consulté le 6 décembre 2024)
3. ↑  (en-US) « Image of John, 2nd Earl of Egmont and His Second Wife Catherine, by Reynolds, Joshua (1723-92) », sur www.bridgemanimages.com (consulté le 6 décembre 2024)
4. ↑  (en) « Egmont National Park », sur www.doc.govt.nz (consulté le 6 décembre 2024)

- (en) Cet article est partiellement ou en totalité issu de l’article de Wikipédia en anglais intitulé « John Perceval, 2nd Earl of Egmont » (voir la liste des auteurs).
- (en) Chisholm, Hugh, ed (1911), Encyclopædia Britannica (11th ed.) Cambridge University Press.